# Lohmannia vulcania
Die Hornmilbe Lohmannia vulcania gehört zur Unterklasse der Milben (Acari) und zur Familie der Lohmanniidae. Diese Art wurde auf den Galápagos-Inseln entdeckt und beschrieben. Derzeit ist ihre Verbreitung dieser Art nur vom Galápagos-Archipel bekannt. Lohmannia vulcania tritt überwiegend in feucht/nass zersetzter Streu auf.

## Morphologie
Mit 1035–1125 µm × 450–500 µm gehört Lohmannia vulcania zu den größten Arten der Gattung Lohmannia. Die Oberfläche der adulten Exemplare hat eine hell- bis mittelbraune Färbung. Im Adultstadium unterscheidet sich Lohmannia vulcania von ihren Artverwandten in folgenden Merkmalen: Körperoberfläche gleichmäßig granuliert, die hinteren Exobothridial-Setae extrem erweitert und breiter als lang, nahezu rund, Transversalbänder am Notogaster schwach entwickelt, Bänder s3 – s8 medial unterbrochen, Prodorsalsetae, alle 16 Notogastersetae sowie die meisten Ventralsetae blattförmig mit gezackten Rändern, setae ps1 und ps2 am Körperende stark verbreitert.
Die bekannten Jungstadien (Protonymphe: 510 × 239 µm, Deutonymphe: 614 × 297 µm, Tritonymphe: 711 × 324 µm) sind leicht gelblich bzw. weiß mit einer fein granulierten Oberfläche, alle Notogastral- und die meisten Ventralborsten sind blattförmig mit gezackten Rändern, Setae ps1 bei den Deuto- und Tritonymphen verbreitert.

## Verwandtschaft
Lohmannia vulcania gehört zur Gattung Lohmannia.
Lohmannia vulcania ähnelt morphologisch in vielen Aspekten der Art Lohmannia jornoti Mahunka, 1985. Beide Arten haben einen Sensillus mit 12 Seitenästen und querverlaufende Bänder am Notogaster, die nicht miteinander verwachsen sind. Des Weiteren besitzen beide Arten blattförmige Setae mit gezackten Rändern am Prodorsum und am Notogaster. Hauptunterschiede zwischen den beiden Arten liegen in der Größe und der Struktur der Setae. Lohmannia jornoti hat eine kleinere Körpergröße als Lohmannia vulcania. Zudem besteht ein Unterschied in der Form von den Setae der Beine im Jugendstadium. Im Gegensatz zu nahezu allen anderen Arten der Gattung besitzt Lohmannia vulcania extrem verbreiterte posteriore Exobothridialborsten. Ähnlich verbreiterte Borsten findet man nur bei Lohmannia banksi Norton, Metz & Sharma, 1978, die sich aber in anderen Merkmalen von Lohmannia vulcania unterscheidet.

## Verbreitung
Lohmannia vulcania wurde auf vier Inseln des Galápagos Archipels gefunden (Floreana, Pinzón, Santa Cruz, Isabela – Vulkan Sierra Negra). Die Art lebt hauptsächlich in feuchten zersetzten Zypergräsern und Moosen, aber auch in feuchtem zersetzten Blatt- bzw. Holzstreu. Die Körpergröße der Populationen auf den verschiedenen Inseln unterscheidet  sich geringfügig (Santa Cruz: 1110 × 490 µm, Pinzón: 1068 × 475, Floreana: 1090 × 480 µm, Isabela – Vulkan Sierra Negra: 1072 × 480 µm).